# قائمة ملوك إيسن
مجموعة من الملوك أغلبهم من أصول عمورية حكموا مدينة إيسن في العراق

## السلالة الأولى

### إشبي ـ إيرا
(Ishbi-Erra) اسمه يعني «ليشبع الإله إيرا»، مؤسس سلالة إيسن الأولى، دام حكمه اثنين وثلاثين عاماً «2017-1885 ق.م».

### شو ـ إيليشو
(Shu-Ilishu) اسمه يعني «صاحب الآلهة»، دام حكمه عشرة أعوام «1984 ـ 1975ق.م». عاصر في حكمه ملك لارسا «أميصيم» «2004 ـ 1977ق.م». وكذلك «سابيئم» «1976 ـ 1942ق.م».

### أدن ـ داغان
(Iddin - dagan) اسمه يعني "عطية الإله داغان"، ومدة حكمه هي واحد وعشرين عاماً" "1974 ـ 1954ق.م"، عاصره في الحكم ملك لارسا "ساميئم" " 1976 ـ 1942 ق.م".

### أشمي ـ داغان
(Ishme-dagan) اسمه يعني«ليسمع الإله داغان، وطول مدة حكمه تسعة عشر عاماً»1953 ـ 1935 ق.م«. عاصره في الحكم اثنان من ملوك لارسا» ساميئم«1976 ـ 1942ق.م». و«زابيا» «1941 ـ 1933ق.م».

### لبت عشتار
(Lipit- Ishtar) اسمه يعني "لمسة عشتار"، ومدة حكمه أحد عشر عاماً "1934 ـ 1924 ق.م". أمه هي "لاماساتم" "Lamassaum" التي قامت ببناء معبد للآلهة عشتار في مدينة إيسن، لبت ـ عشتار آخر ملك من عائلة "إشبي ـ إيرا"، حكم في سلالة إيسن الأولى، عاصره في الحكم ملك لارسا "زابيا" "1941ـ 1933ق.م". و"كنكونم" 1932 ـ 1906ق.م". ولم يشهد عصره نشاطاً عسكرياً، وإن أهم عمل قام به لبت عشتار هو تشريعه لقانون يعد من أنضج القوانين العراقية القديمة المكتشفة حتى الآن التي دونت باللغة السومرية.

### أور ـ ننورتا
(Urninurta) اسمه يعني «عبد الإله ننورتا»، دام حكمه ثمانية وعشرون عاماً «1923 ـ 1896 ق.م».

### بور سين
(Bur-Sin) اسمه يعني "ينبوع الإله سين، حكم مدة واحد وعشرون عاماً "1895 ـ 1874 ق.م"، عاصره في الحكم ملك "لارسا" ـ "أبي ـ ساره" وكذلك "سومر ـ آيل" "1894 ـ 1866 ق.م"، وعاصر مؤسس سلالة بابل الأولى "سمو ـ آبم" "1894 ـ 1881 ق.م".

### لبت "إنليل
(Lipit Enlil) اسمه يعني "لمسة الإله إنليل، حكم مدة خمس سنوات "1873 ـ 1869 ق.م". عاصره في الحكم ملك لارسا "سومر ـ إيل" وملك بابل "سومر ـ لئيل" "1880 ـ 1845 ق.م".

### إيرا ـ إيميتي
(Irra – Imitti) اسمه يعني «الإله إيرا سندي أو عوني»، حكم مدة ثماني سنوات«1868 ـ 1861 ق.م»، عاصره في الحكم اثنين من ملوك لارسا الأول «سومر ـ إيل» والثاني«نورد ـ أدد»، «1865 ـ 1850 ق.م». وعاصر ملك بابل «سومر ـ لئيل».

### داد ـ بانا
(dadbana) اسمه يعني «الطيب»، حكم مدة ستة أشهر «1860 ق.م»، ويعاصر هذا الملك ملك لارسا «نور ـ أدد»، وملك بابل «سومو ـ لئيل».

### إنليل ـ باني
(Enlil- Bani) اسمه يعني «إنليل هو الخالق»، دام حكمه أربع وعشرين عاماً «1860 ـ 1837 ق.م». بضمنها الستة أشهر التي حكم فيها «داد ـ بانا»، ولا يعرف عن أصله شيء سوى أنه كان يعمل بستانياً في القصر.

### زامبيا
(Zambia) لم يتبين معنى اسمه وهو من الأسماء الغريبة، دام حكمه ثلاث سنوات «1836-1834 ق. م».

### ايتر- بيشا
(Iter- Pisha) اسمه يعني «المخلص فمها»، دام حكمه أربع سنوات «1833-1831 ق. م».

### أور- دوكوكا
(Urdukuga)اسمه يعني «عبد دوكوكا»، حكم لمدة أربع سنوات «1830-1828 ق. م».

### سين- ماغو
(Sin-magir) اسمه يعني «رغبة الإله سين»، دام حكمه أحد عشر عاماً «1827-1817 ق. م»، عاصر اثنين من ملوك لارسا «ورد- سين» و«ريم-سين» «1822-1763 ق. م»، ومن ملوك بابل «إبل- سين».

### دامق- إيليشو
(Damiq- ilshu) اسمه يعني «المرضي إلهه»، الملك الأخير من ملوك سلالة إيسن الأولى، دام حكمه ثلاث وعشرين عاماً «1816-1794 ق. م»، عاصر في حكمه ملك لارسا «ريم- سين»، وملك بابل «سين- مبلط» «1812-1793 ق. م» والد حمورابي.

## السلالة الثانية

### مردوخ-كابت- اخيشو
(Marduk-Kabit- Ahhešu) ويعني اسمه "مردوخ المفضل (بين) أخوته"، مؤسس سلالة إيسن الثانية والتي تدعى أيضاً بسلالة بابل الرابعة، دام حكمه ثمانية عشر عاماً "1157-1140ق. م

### أتي- مردوخ- بلاطو
(Itti-Marduk-)، واسمه يعني "مع مردوخ (توجد) الحياة"، ومدة حكمه ثمانية أعوام "1139-1132 ق. م، عاصر في حكمه الملك الآشوري "آشور دان الأول" في نهايات حكمه، وكذلك عاصر الملك الآشوري "آشور-ريش-ايشي" "1133-1116ق. م"،

### ننورتا-نادن-شمي
(Ninurta-Nadin-Shumi)، واسمه يعني «الآلة ننورتا (هو) المعطي للذرية»، حكم ستة أعوام «1131-1126 ق. م»، ولا تعرف الصلة بينه وبين سلفه في الحكم «أتي-مردوخ-بلاطو»، وهل يرتبط معه بعلاقة أم لا، عاصر في حكممه الملك الآشوري «آشور-ريش-أيشي» وكانت العلاقة بينهما متوترة، فقام «ننورتا-نادن-شمي» بغزو بلاد آشور.

### نبوخذ نصر الأول
(Nabu-kudurri-usur)، اسمه يعني «يا نابو أحمي ذريتي»، حكم مدة اثنين وعشرين عاماً «1125-1104 ق. م، عاصر في حكمه اثنين من الحكام الآشوريين هما» آشور-ريش-أيشي«و» تجلا تبلصر الأول" "1115-1077 ق. م غَلَبَ على علاقته بالدولة الآشورية العداء والتوتر حيث قام بغزو آشور مرتين.

### إنليل-نادن-أبلي
(Enlil- Nadin-apli)، واسمه يعني «إنليل المعطي للوريث»، دام حكمه أربعة أعوام «1103-1100ق. م»، عاصره في الحكم الملك الآشوري تجلا تبلصر الأول، ولا نعرف عن طبيعة العلاقة بين هذين الملكين.

### مردوخ-نادن-أخي
(Marduk-nadin-ahhé)، واسمه يعني «مردوخ» المانح للأخوة، حكم مدة ثمانية عشر عاماً «1099-1082ق. م».

### مردوخ-شابك-زيري
(Marduk-Shapik-Zeri)، واسمه يعني "مردوخ (هو) باذر البذور، حكم مدة ثلاثة عشر عاماً "1081-1069 ق. م، عاصر في حكمه الملك الاشوري "تجلا تبلصر الأول" في نهايات حكمه والملك "أشارد-آبل-أيكور" "1076-1075 ق. م" والملك "آشور-بيل-كالا" 1074-1057 ق. م"

### أدد-أبلا-أدنا
(Adad-apla-iddina)، اسمه يعني «الآلة ادد وهيني وريثا»، الملك الثامن من ملوك سلالة إيسن الثانية، حكم مدة اثنين وعشرون عاماً «1068-1047 ق. م»، عاصر في حكمه أربعاً من الملوك الآشوريين وهم «آشور-بيل-كالا»، «أريبا-أدد الثاني» «1056-1055 ق. م»، شمشي-أدد الرابع «1054-1051 ق. م»، و«آشور –ناصر بال الأول» «1050-1032 ق. م»، وعلاقته بالدولة الآشورية كانت ودية ولم تشهد صراعات حدودية إلا في أوقات محدودة جداً.

### مردوخ-أخي-اريبا
(Marduk-ahhe- eriba)، واسمه يعني «مردوخ عوض لي إخوتي»، الملك التاسع من ملوك هذه السلالة، وحكم ستة أشهر «1047 ق. م»

### مردوخ -زير
(Marduk-Zer)، واسمه غير كامل وغير واضح المعنى، حكم مدة اثني عشر عاماً «1045-1034 ق. م».

### نابو-شمو-ليبور
(Nabû-Šumu-Libũr)، واسمه يعني "يا نابو ابقي ذريتي بصحة جيدة، حكم مدة تصل إلى ثماني سنوات، "1033-1026 ق. م"،

## مواضيع ذات صلة
مدينة إيسن